# Clan del Piede
Il Clan del Piede (Foot Clan) è una setta criminale fittizia, antagonista principale nella serie dedicata alle Tartarughe Ninja .
Sotto la guida del malefico Shredder e tramite Soldati Ninja (Foot Soldier), anche detti "Soldati del Piede", essa controlla la malavita organizzata di New York.

## Descrizione dei personaggi
Nel Clan del Piede, i Soldati Ninja sono gli agenti operativi. Obbediscono ciecamente al loro leader, e sebbene si mostrino talvolta seguaci del Bushidō non perdono mai occasione per compiere gesti disonorevoli in cambio di denaro. Sono particolarmente esperti nell'omicidio su commissione, da cui ricavano gran parte dei loro fondi, ma in segreto gestiscono anche la finanza, il mercato della droga, il traffico di armi e numerose attività illegali di altro tipo.
I Soldati Ninja vivono come fratelli, sostenendo che Shredder sia loro padre e il Clan del Piede la loro famiglia: ognuno di questi guerrieri sarebbe disposto a morire per la salvezza del gruppo, e il loro spietato sensei utilizza la fedeltà come arma per indurli ad eseguire ordini di ogni tipo.

## Equipaggiamento

Alcuni soldati ninja del Clan del Piede affrontano Michelangelo nella serie animata del 1987’’

I Soldati Ninja indossano una divisa in pieno stile della tradizione orientale. Portano pantaloni larghi color nero, alla zuava, con gli orli inseriti in grossi stivali fasciati di porpora. Una giacchetta sbracciata e dello stesso colore copre il busto, fissata in vita da un'altra fasciatura, mentre il volto è celato da una maschera aderente con lenti a specchio. Talvolta i Soldati Ninja indossano anche una maglia sotto al giacchetto, è il caso ad esempio dell'episodio dedicato a Leonardo, in cui una truppa di questi guerrieri lo insegue per gli innevati tetti di una New York immersa nell'inverno. Come protezioni portano spesso delle imbottiture sugli avambracci, che coprono perfino il dorso delle mani; e dei parastinchi. I Soldati Ninja sono abili con qualsiasi arma ninja, e in combattimento la differenziazioni dell'artiglieria può talvolta risultare un fattore vincente. Ciò nonostante sono ottimi conoscitori delle armi da fuoco, utilizzano spesso degli esplosivi e non mancano di preparazione sulle più recenti scoperte del campo bellico.

## Differenti incarnazioni
- Tartarughe Ninja alla riscossa: Nella prima serie di cartoni animati anche i Soldati Ninja vengono adattati al contesto infantile, e la loro stessa natura viene radicalmente modificata. Da abili combattenti si trasformano perciò in imbranati androidi, facilmente distruttibili, se attaccati in singolo, senza spargimenti di sangue.
- Trilogia cinematografica: La trilogia cinematografica presenta i Soldati Ninja caratterialmente analoghi a quelli del fumetto. La sostanziale differenza consiste in una divisa nera con vistosa fascia rossa in fronte, la quale reca il simbolo del clan.
- Tartarughe Ninja - L'avventura continua: Come per Shredder, nel telefilm delle Tartarughe Ninja anche i suoi uomini hanno ruolo breve e marginale, ampiamente ridicolizzato e molto simile allo stile della prima serie animata.
- Tartarughe Ninja: Il ruolo e la crudeltà originale vengono restituite ai guerrieri del clan nel più recente cartone animato, dove indossano una divisa nera coperta da giacchetta grigio chiaro. Nel corso degli episodi il Professor Stockman, studiando la tecnologia Utrom messagli a disposizione dal Clan del Piede, compone una squadra di agenti armati di tuta in metamateriali che li rende invisibili in battaglia; mentre al termine della seconda stagione le Tartarughe Ninja assediano e distruggono una nave-laboratorio in cui gli scienziati di Shredder stavano ultimando la costruzione di guerrieri cyborg. Tale progetto verrà poi ripreso dal Dottor Chaplin negli episodi successivi, arrivando alla creazione di potenti robot capaci di emulare ogni possibile tecnica di combattimento.
- TMNT: Nel quarto film delle Tartarughe Ninja, i combattenti che compongono il Clan del Piede sono piuttosto simili per atteggiamento ed efficienza a quelli originali, ma fanno eccezione una divisa prevalentemente nera e composta anche di una corazza protettiva.
- Tartarughe Ninja: Nel reboot del 2014 il Clan del Piede è un'organizzazione criminale paramilitare; i soldati prediligono l'utilizzo di armi da fuoco accantonando le arti marziali mentre le divise sono molto simili alla tenuta antisommossa della polizia ma con un elmo basato su delle maschere orientali.
- Il Clan del Piede di Shredder ricompare anche nel film animato crossover Batman vs. Teenage Mutant Ninja Turtles, dove si alleano con la Lega degli assassini di Ra's al Ghul.